# Phodopus campbelli
Phodopus campbelli ou Anão Russo Campbell  é um mamífero da ordem dos roedores, família Cricetinae (Hamster). É uma das espécies domesticáveis mais comuns, por apresentar características fáceis de se ter num pequeno apartamento e ser um animal solitário, não necessitando companhia de outros da mesma espécie, inclusive manter essa espécie em grupos ou duplas, mesmo que sendo casais gera grande estresse, que pode culminar em brigas fatais e canibalismo  . É erroneamente confundido com hamster chinês, que tem sua venda proibida no Brasil pois não haviam sido introduzidos aqui antes da portaria 93/98 do IBAMA, que veta a entrada de mais animais exóticos no país. É de uma especia próxima ao Phodopus sungorus ou Winter White, conhecido também como Anão Russo Siberiano, cujo pelo muda de cor durante o inverno, dando ao hamster uma coloração quase branca. 
No Brasil, os hamster anão russo são híbridos entre as duas espécies Phodopus Campbelli e Phodopus Sungorus.
Os anões russos são inteligentes e rápidos. Diferente da espécie de hamster sírio, são bastante ativos. Tendem a criar uma rotina onde acordam no mesmo horário para comer, fazer exercícios, brincar e explorar.
São menores que os sírios, medindo até doze centímetros. As patas são peludas e têm uma variedade grande de cores, mas algumas delas não disponíveis ainda no Brasil. Dependendo das condições de ambiente e alimentação podem chegar a viver de dois a três anos.

## Alimentação
A alimentação correta deve ser balanceada, utilizando ração extrusada própria para hamster, frutas, legumes e grãos selecionados podem ser usados como petiscos ocasionais, não devem ser dados com frequência para evitar diabetes e sobrepeso. Mix de sementes industrial não é recomendado, pois as sementes que o constituem são de baixa qualidade, milho e amendoim cru são encontrados na maioria das fórmulas (alimentos que não são indicados para roedores) e seus pellets possuem adição de aromatizantes e corantes artificiais, excesso de realçadores de sabor como açucares refinados e sais, causando sobrecargas nos rins e fígado desses animais

## Reprodução
Como todos os Hamsters, são animais solitários, devendo viver sempre sozinhos no alojamento. Durante a reprodução, o criador responsável irá juntar o casal apenas durante o cio da fêmea para que haja a cruza e depois tornará a separar o dois, deixando a fêmea ter os filhotes sozinha. Se forem mantidos dois ou mais hamsters juntos, eles irão brigar e podem ocorrer mortes.